# 미국 남부의 문화
미국 남부의 문화는 미국내에서 가장 지역색이 강하고 독특하다. 사회적으로 보수적이며 전통적으로 농경 문화와 함께 사회 계층이 뚜렷하고 교회가 지역사회의 중심체이다. 이 지역의 문화는 주로 관습과 음식 그리고 음악으로 다른 지역의 문화와 구별된다.

## 주민
영국의 식민지로 시작한 남부 지역은 남부 영국인에 의해 개척되어 스코틀랜드, 북부 영국인, 스코트-아일랜드인이 산악지역(애팔래치아산맥)에 정착하게 된다. 후에 독일인과 노예로써 들어온 흑인이 이민와 현재 아프리카계 미국인과 영국계 미국인이 이 지역의 주류를 이룬다. 전통적으로 백인과 흑인 위주의 사회였으나, 현재 공업화와 도시화에 발맞추어 아시아 인과 이민계의 인구 비율이 일부 도시에서 급증하고 있다. 히스패닉 인구또한 증가하는 추세이다. 특히 플로리다주의 히스패닉 인구는 매우 많고 정치적으로 중요하다.

## 종교
이 지역은 미국의 바이블 벨트로 불리는 기독교의 중심지이다. 복음주의 개신교와 보수 로마 가톨릭교회가 지배적이며 이는 이 지역의 역사와 관련이 깊다. 대다수의 보수적인 백인과 흑인들은 복음주의 기독교를 신봉하며, 자기 종교에 강한 믿음과 자신감을 가지고있다. 이는 아프리카계 미국인(흑인)들의 노예 역사와 가난과 관련있고 보수적인 정치 성향과도 밀접한 관계가 있다. 가톨릭교회는 프랑스와 스페인의 식민지였던 해안 지방에 번성하며 플로리다나 텍사스 등 히스패닉이 급증하고 있는 여러 지역에서 지배적인 종교이다.

## 방언
남부 방언은 모든 영어 방언 중에서 가장 큰 집단을 형성하며 억양의 차이도 표준어와 크다.

## 음식
루이지애나주의 케이준과 크리올 음식은 전세계적으로 유명하며 파파이스의 탄생지로 알려져 있다. 켄터키주는 KFC로 알려진 닭튀김, 켄터키 프라이드 치킨이 유명하다. 테네시주 멤피스의 바베큐와 텍사스주는 다양한 스타일의 음식(텍스멕스, 멕시코식)이 유명하다. 대체로 튀긴 음식이 많으며 상대적으로 짜거나 단 편이다. 여러 인종과 문화의 결합으로 다양하고 독특한 음식 문화를 가지고 있다.

## 문학
미국 남부 문학의 특징은 문학 작품들이 미국 남부 역사와 가족의 중요성, 공동체 의식, 공동체 내에서 개인의 역할과 종교(개신교), 종교의 압력과 보상, 인종 간의 갈등, 토지와 그것의 산물, 사회 계층 의식, 미국 남부 사투리의 사용에 초점을 맞추고 있다.

## 음악
이 지역은 가스펠, 컨트리 음악, 리듬 앤 블루스, 소울, 로큰롤, 블루그래스, 재즈의 탄생지이며 또한 얼터너티브 록과 힙합의 중심지이다. 많은 음악 장르들은 아프리카계 미국인의 영향을 받았고 이민계의 참여가 컸다. 뉴올리언스는 재즈가, 내슈빌은 컨트리 음악이, 애틀란타는 힙합과 인디 음악이 유명하며, 멤피스는 엘비스 프레슬리의 고향이자 로큰롤의 중심지이다. 또한 오스틴 (텍사스주)은 전세계 음악 산업의 중심지이다.

## 스포츠
이 지역은 전세계에서 가장 스포츠가 인기있고 생활에 크게 영향을 끼치는 지역 중의 하나이다.
- 미식축구: 내셔널 풋볼 리그
- 미식축구: SEC(남동부 컨퍼런스)의 아번 대학교와 앨라배마 대학교, 플로리다 대학교 등
- 야구: 메이저 리그 베이스볼(MLB)의 플로리다 말린스와 애틀랜타 브레이브스

이 외에도 골프, 낚시, 사냥, 로데오, 축구, 농구, 수영 등이 인기 종목이다.

## 영화
다음은 유명 영화의 목록이다. 이는 남부가 시대-사회적 배경이거나 분위기의 초점이 남부인 경우가 많다.
- 바람과 함께 사라지다: 조지아주의 애틀란타가 배경
- 욕망이라는 이름의 전차: 루이지애나주의 뉴올리언스가 배경
- 앵무새 죽이기: 앨라배마주와 조지아주가 배경
- 포레스트 검프: 앨라배마주의 앨라배마 대학교가 배경
- 벤자민 버튼의 시간은 거꾸로 간다
- 빅피쉬
- Mississippi Burning

## 같이 보기
- 미국 흑인 영어
- 아프리카계 미국인의 역사
- 블랙 뮤직
- 바이블 벨트
- 아메리카 연합국의 국기
- 미국의 문화
- 미국의 역사
- 디프사우스
- 미국의 인종차별
- 레드넥
- 소울 푸드
- 서던 힙합
- 남부의 환대
- 서던 록
- 화이트 내셔널리즘
- 백인 우월주의